# Горня-Црнишава
Горня-Црнишава (серб. Горња Црнишава) — село в Сербии, расположенное в общине Трстеник Расинского округа. Население 430 человек по состоянию на 2011 год (из них 425 сербы).

## Известные уроженцы
- Живота Панич — югославский военачальник.